# Aplastodiscus flumineus
Aplastodiscus flumineus é uma espécie de anfíbio da família Hylidae. Endêmica do Brasil, pode ser encontrada na Serra dos Órgãos no município de Teresópolis, no estado do Rio de Janeiro.